# Riotord
Riotord est une commune française située dans le département de la Haute-Loire en région d'Auvergne-Rhône-Alpes.

## Géographie

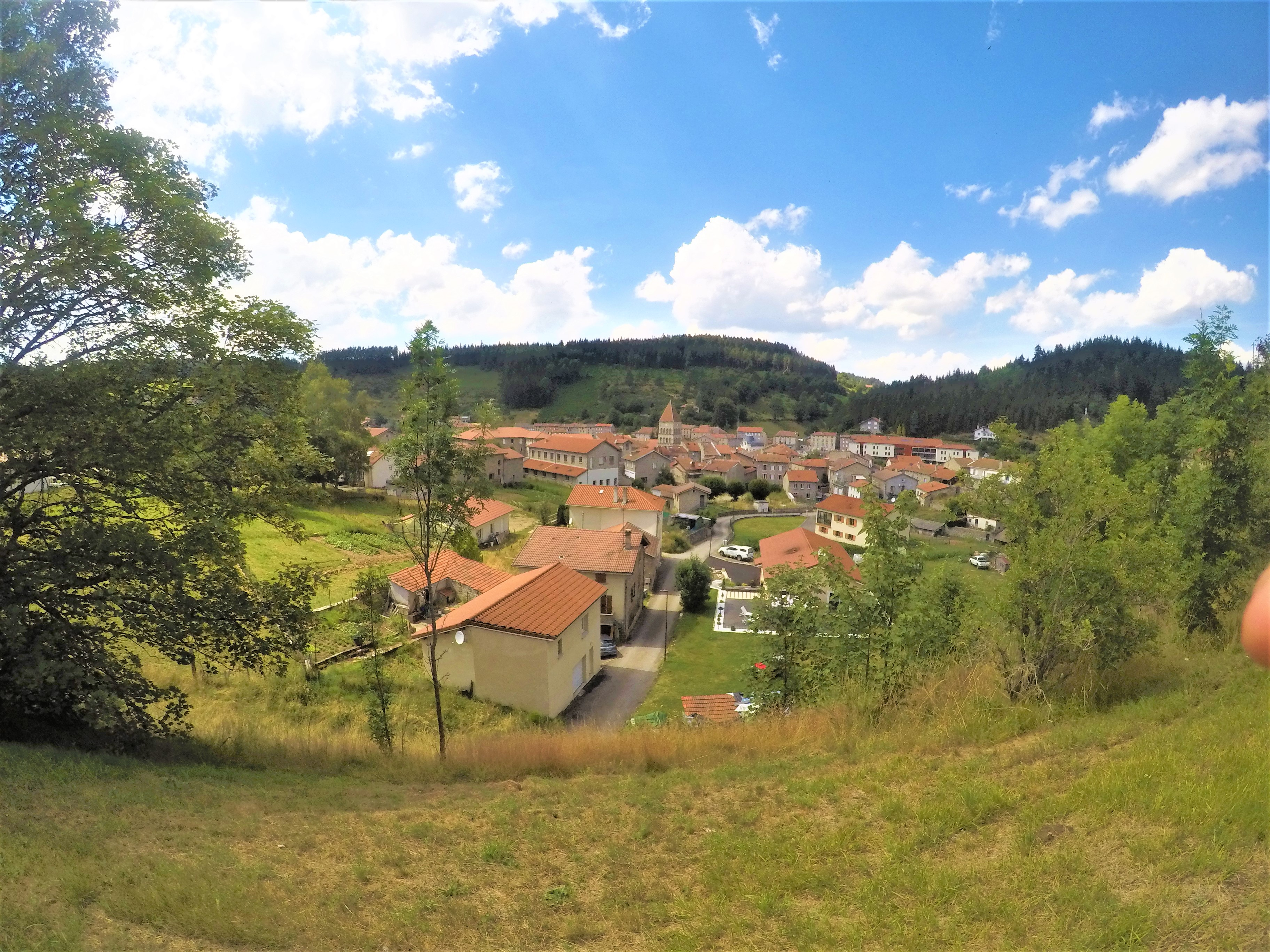
Vue générale du village.

La commune de Riotord est frontalière avec le département de la Loire, avec les communes de Marlhes, de Saint-Régis-du-Coin, de Burdignes et de Saint-Sauveur-en-Rue au col du Tracol (1 030 m). Elle est aussi frontalière avec le département de l'Ardèche et la commune de Vanosc via le col de la Charousse qui s'élève à 1 251 mètres d'altitude. La commune en elle-même se situe à 840 mètres d'altitude.

### Localisation
La commune de Riotord se trouve dans le département de la Haute-Loire, en région Auvergne-Rhône-Alpes.
Elle se situe à 57 km par la route du Puy-en-Velay, préfecture du département, à 30 km d'Yssingeaux, sous-préfecture, et à 21 km de Tence, bureau centralisateur du canton des Boutières dont dépend la commune depuis 2015 pour les élections départementales.
Les communes les plus proches sont : 
Dunières (4,8 km), Saint-Julien-Molhesabate (5,4 km), Marlhes (5,7 km), Saint-Romain-Lachalm (6,6 km), Saint-Régis-du-Coin (6,7 km), Saint-Sauveur-en-Rue (8,4 km), Montfaucon-en-Velay (8,6 km), Montregard (9,2 km).
| Marlhes Loire        | Saint-Régis-du-Coin Loire | Saint-Sauveur-en-Rue Loire |
| Saint-Romain-Lachalm | Riotord                   | Vanosc Ardèche             |
| Dunières             | Saint-Julien-Molhesabate  | Monestier Ardèche          |

### Climat
Pour des articles plus généraux, voir Climat d'Auvergne-Rhône-Alpes et Climat de la Haute-Loire.
En 2010, le climat de la commune est de type climat de montagne, selon une étude du Centre national de la recherche scientifique s'appuyant sur une série de données couvrant la période 1971-2000. En 2020, Météo-France publie une typologie des climats de la France métropolitaine dans laquelle la commune est exposée à un climat de montagne ou de marges de montagne et est dans la région climatique Sud-est du Massif central, caractérisée par une pluviométrie annuelle de 1 000 à 1 500 mm, minimale en été, maximale en automne.
Pour la période 1971-2000, la température annuelle moyenne est de 8,9 °C, avec une amplitude thermique annuelle de 16,1 °C. Le cumul annuel moyen de précipitations est de 989 mm, avec 9,8 jours de précipitations en janvier et sept jours en juillet. Pour la période 1991-2020, la température moyenne annuelle observée sur la station météorologique de Météo-France la plus proche, « Saint-Romain-Lachalm », sur la commune de Saint-Romain-Lachalm à sept km à vol d'oiseau, est de 9,2 °C et le cumul annuel moyen de précipitations est de 923,5 mm,. Pour l'avenir, les paramètres climatiques de la commune estimés pour 2050 selon différents scénarios d'émission de gaz à effet de serre sont consultables sur un site dédié publié par Météo-France en novembre 2022.

## Urbanisme

### Typologie
Au 1er janvier 2024, Riotord est catégorisée commune rurale à habitat dispersé, selon la nouvelle grille communale de densité à sept niveaux définie par l'Insee en 2022.
Elle est située hors unité urbaine et hors attraction des villes,.

### Occupation des sols
L'occupation des sols de la commune, telle qu'elle ressort de la base de données européenne d’occupation biophysique des sols Corine Land Cover (CLC), est marquée par l'importance des forêts et milieux semi-naturels (63,2 % en 2018), en diminution par rapport à 1990 (64,4 %). La répartition détaillée en 2018 est la suivante : 
forêts (62,5 %), zones agricoles hétérogènes (21,1 %), prairies (12,4 %), terres arables (1,9 %), zones urbanisées (1,4 %), milieux à végétation arbustive et/ou herbacée (0,8 %). L'évolution de l’occupation des sols de la commune et de ses infrastructures peut être observée sur les différentes représentations cartographiques du territoire : la carte de Cassini (XVIIIe siècle), la carte d'état-major (1820-1866) et les cartes ou photos aériennes de l'IGN pour la période actuelle (1950 à aujourd'hui).

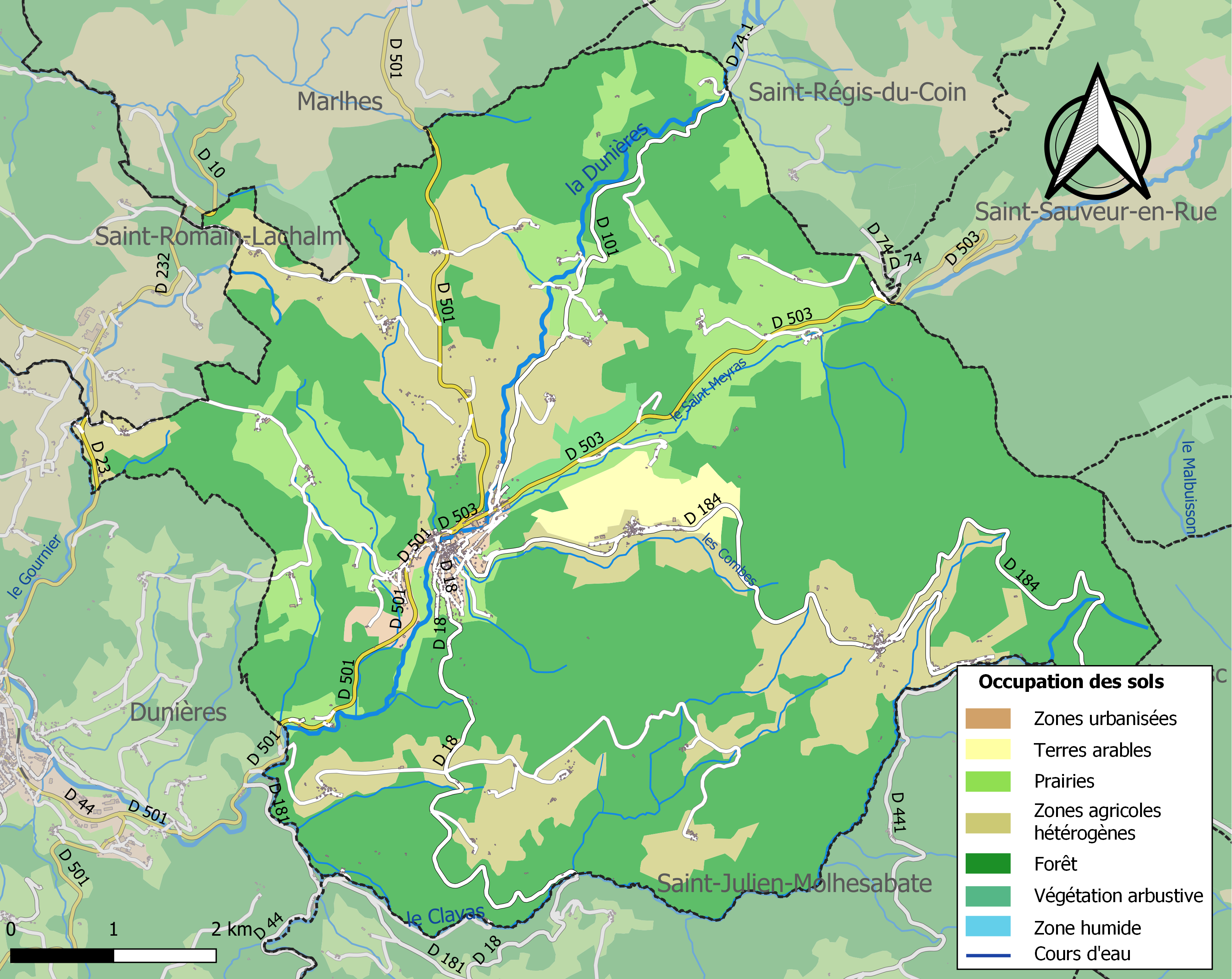
Carte des infrastructures et de l'occupation des sols de la commune en 2018 (CLC).

### Habitat et logement
En 2018, le nombre total de logements dans la commune est de 786, alors qu'il était de 793 en 2013 et de 761 en 2008.
Parmi ces logements, 65,4 % sont des résidences principales, 17 % des résidences secondaires et 17,5 % des logements vacants. Ces logements étaient pour 84,3 % d'entre eux des maisons individuelles et pour 15,7 % des appartements.
Le tableau ci-dessous présente la typologie des logements à Riotord en 2018 en comparaison avec celle de la Haute-Loire et de la France entière. Une caractéristique marquante du parc de logements est ainsi une proportion de résidences secondaires et logements occasionnels (17 %) supérieure à celle du département (16,1 %) et à celle de la France entière (9,7 %). Concernant le statut d'occupation de ces logements, 81 % des habitants de la commune sont propriétaires de leur logement (77,7 % en 2013), contre 70 % pour la Haute-Loire et 57,5 pour la France entière.
| Typologie                                               | Riotord | Haute-Loire | France entière |
| ------------------------------------------------------- | ------- | ----------- | -------------- |
| Résidences principales (en %)                           | 65,4    | 71,5        | 82,1           |
| Résidences secondaires et logements occasionnels (en %) | 17      | 16,1        | 9,7            |
| Logements vacants (en %)                                | 17,5    | 12,4        | 8,2            |

## Toponymie
Augustin Chassaing donne pour Riotord les appellations successives de Ecclésia de Rivo Torto (1061,Cartulaire de Saint-Sauveur-en-Rue), Rieutort (1267), Castrum de Rivo Torto (1332), Rioutort (1461), Parochia S. Philiberti de Rivo Torto (1715), la paroisse Saint-Jean de Riotort (1735).
Le nom de Riotord fait référence à un « ruisseau tortueux ». La carte de Cassini donne le nom de Ruisseau Riotort à celui que nous appelons maintenant la Dunerette, entre Riotord et le Pont de Faurie.

## Histoire

### L'église
Vers le milieu du 11e siècle, lors de son mariage avec Artaud seigneur de Maleval, Fie Arostani lui apporte en dot la seigneurie d'Argental c'est-à-dire Burdigne, Vanosc, Riotord et Saint Genest-Malifaux plus les terres et seigneuries de Saint Sauveur, Montchal, Vaucance et Saint Julien Molin Molette.
En 1061, Artaud Ier désormais seigneur d'Argental et de Maleval « par le conseil et du consentement de Fie, son épouse, et des autres chevaliers d'Argental, donne à l'abbaye de la Chaise-Dieu, entre les mains de Saint Robert, son premier abbé, l'église de Saint Sauveur et ses dépendances pour y établir un monastère » de bénédictins. Il lui concède en outre, des droits étendus d'usage sur les eaux et les pâturages de tous les mandements soumis à son autorité, avec le droit aussi de prendre à perpétuité, dans les forêts, tout le bois nécessaire à la construction et au chauffage du monastère et des habitations qui viendraient, dans la suite, se grouper autour de lui. De plus, sur l'avis de Léger, archevêque de Vienne, il lui abandonne encore les revenus et la desserte des églises du château d'Argental, de Bourg Argental, de Burdigne, de Vanosc, de Riotord et de Saint Genest Malifaux.
La donation de l'église de Riotord (Ecclésia de Rivo Torto) est approuvée vers 1087 par Adhemar de Monteil, évêque du Puy (bien que située partie en Forez, partie en Velay la paroisse de Riotord relevait au spirituel du diocèse du Puy). Le petit appareil très visible à l’extérieur de l’église actuelle sous la fenêtre centrale de l’abside est-il l’ultime témoin de cette église primitive ?
Dès lors, et jusqu’à la Révolution, Riotord fut un « prieuré-cure » c’est-à-dire une paroisse relevant d’un monastère : bénédictins de la Chaise-Dieu puis Jésuites lorsqu’en 1607 le prieuré de Saint-Sauveur -et donc Riotord- fut rattaché au riche Collège des Jésuites de Tournon. Nommés par l’évêque du Puy mais sur la présentation du prieur de Saint-Sauveur -puis du Recteur du Collège de Tournon- les desservants d’un prieuré-cure percevaient les revenus ecclésiastiques de la paroisse (la dîme essentiellement) mais devaient verser au prieur une pension annuelle forfaitaire. Ainsi, par une transaction de 1476 confirmée par décisions de justice de 1593 puis de 1621, le vicaire de l’église paroissiale de Riotord « sera tenu payer audit Prieur la pension annuelle et perpétuelle de cens seize cestiers bléd seigle et quatre cestiers froment et dix sols argent à chaque feste de Toussaints et cent œufs de poule à Pasques et douze agniaux au jour et feste de la Nativité de Saint Jean-Baptiste ».
C'est certainement vers la fin du 11e siècle que fut entreprise - sous le vocable de Saint Jean Baptiste - la construction de l'église actuelle de Riotord sans doute par des moines bâtisseurs de La Chaise-Dieu. Cet édifice roman comprenait primitivement une nef de deux travées seulement et un grand transept sur lequel s'ouvre une abside et deux absidioles en forme de niches peu profondes.
Reconstitution de l’édifice roman primitif (Coupes extraites du « Cours d’architecture romane de l’ancien diocèse du Puy » de Noël THIOLLIER)
L'abside, d'une largeur égale à celle de la nef, est ornée intérieurement de cinq arcades en plein cintre reposant sur des colonnes ornées de chapiteaux sculptés. Elle est voûtée en cul-de-four et percée de trois fenêtres. Seule la fenêtre du fond est d'origine : elle est entourée, à l'extérieur, d'une archivolte reposant sur des colonnettes à chapiteaux décorés de volutes. De chaque côté de l'archivolte ressortent deux têtes de monstre (celle de gauche est très abîmée). Le transept, dont les bras se terminaient à l'origine par un mur plat, est couvert d'un berceau plein cintre. À la manière dont elles viennent s'agencer sur les arcs latéraux on peut penser que les deux travées de la nef étaient voûtées d'arêtes.
Outre les quatre chapiteaux de l'abside, on admirera à l'intérieur 8 autres chapiteaux romans. Parmi les plus remarquables Daniel dans la fosse aux lions, un homme renversé qui soutient sur le ventre la retombée de la voûte, des capricornes (chèvres ailées avec une queue), visages assez grossiers mais ayant beaucoup de caractère (celui de gauche tire la langue, celui de droite ouvre une énorme bouche dentée d'où sortent des feuillages ou des serpents).
1 à la retombée de l'arc triomphal, à droite, chapiteau orné d'entrelacs sur la partie supérieure, tandis que la partie inférieure est couverte de feuillages d'un grand relief
	3  et  4  des volutes encadrent un visage assez grossier mais ayant beaucoup de caractère : celui de gauche tire la langue, celui de droite ouvre une énorme bouche dentée d'où sortent des feuillages (ou des serpents?)
	8  Daniel dans la fosse aux lions
	6  un homme renversé soutient sur le ventre la retombée de la voûte
	7  Capricornes (chèvres ailées avec une queue).
Le portail roman, réemployé dans le mur méridional de la travée moderne, n'a ni tympan, ni linteau et son archivolte, décorée d'une frise de fleurs, repose sur deux élégantes colonnettes à chapiteaux assez grossièrement sculptés : celui de gauche est orné de feuillages et celui de droite d'une tête dont la bouche laisse échapper des feuilles.
Le niveau du sol de l'édifice d'origine était semble t-il plus élevé qu'actuellement, probablement au niveau du chœur actuel, ce qui explique que l'on doive descendre quelques marches pour pénétrer dans l'actuelle église.
Cet édifice roman a subi au fil des siècles de nombreuses modifications, plus ou moins heureuses, qu’un examen attentif du bâtiment actuel et quelques rares textes permettent de mieux comprendre.
La chapelle de Notre-Dame de Pitié, chapelle renaissance fondée par Jean Granger en 1543 (l’acte de fondation du 15 avril 1543 est aux archives départementales de la Haute-Loire) est construite contre le bras sud du transept.
En 1607 le pape Paul V réunit le prieuré de Saint-Sauveur - et donc l'église de Riotord - au riche Collège des Jésuites de Tournon. Après leur prise de possession d’importants travaux furent entrepris à Riotord par les Jésuites au cours des 17e et 18e siècles. La grande chapelle des Pénitents (appelée par la suite chapelle Saint-Jean-Baptiste) est construite le long du mur nord, les voûtes sont refaites sur toute la nef, la croisée du transept recouverte d’une voûte sur croisées d’ogives avec un oculus central est surmonté d'un lourd clocher percé de 32 fenêtres, une absidiole semi-circulaire est ajoutée (en 1751) à l’extrémité du bras nord du transept.
Le bâtiment connait de graves destructions durant les troubles révolutionnaires mais dès 1807 des travaux de réparation permettent son classement parmi les Monuments Nationaux, chose rare à cette époque en Haute-Loire.
En raison de l'accroissement de la population on ajouta en 1872-1874 une travée à la nef. La travée ajoutée a été faite, les chapiteaux exceptés, dans le style de l'église et le portail roman fut réemployé dans le mur sud de cette nouvelle travée. Pour la façade neuve l'architecte, qui s'est manifestement inspiré de la cathédrale du Puy, éleva un pignon beaucoup plus haut que la toiture : effet de style ou construction en prévision de la surélévation de l'église ?
L'église de Riotord avait alors l'aspect que nous pouvons apprécier sur les cartes postales du début du XXe siècle. « Jusqu’à présent, elle n’a pas subi de dégradations trop importantes, les restaurations ayant été discrètes et l’agrandissement d’une travée n’ayant pas trop abîmé la silhouette du bâtiment ».
Mais en 1923-1925,  la nef est surélevée sur toute sa longueur et de chaque côté des deuxième et troisième travées trois fenêtres vont permettre d'éclairer l'intérieur de l'église, la toiture clocher du XVIIe siècle est refaite, plus élancée que l'ancienne. L'actuelle sacristie est construite au nord, à côté de la chapelle Renaissance.
Ces travaux ont malheureusement défiguré l’édifice roman : « l’élévation du bâtiment alourdit considérablement sa silhouette… le clocher, d’un aspect déjà un peu massif, a pris des proportions étouffantes pour les masses romanes du chevet…la façade sud se voit ajouter des « verrues » qui l’enlaidissent considérablement…la pierre employée n’a ni la même teinte, ni le même appareil que le reste du bâtiment… ». En outre, « lorsqu’on a rehaussé l’église, on en a profité pour boucher les baies basses et pour y substituer un éclairage par trois petites baies en hauteur ; cela a eu comme effet de rendre la nef très sombre au niveau des fidèles tandis que la lumière, éclairant les voûtes plus hautes que la partie romane achève de les dissocier du reste de l’église ».
En 1948, en même temps que l'installation d'un nouveau chemin de croix et de nouveaux bancs, la chapelle Saint-Jean-Baptiste est mise en communication avec le bras gauche du transept.
De 1998 à 2001, d'importants travaux de restauration conduits par l'architecte Richard Goulois ont permis une nouvelle mise en valeur du bâtiment.

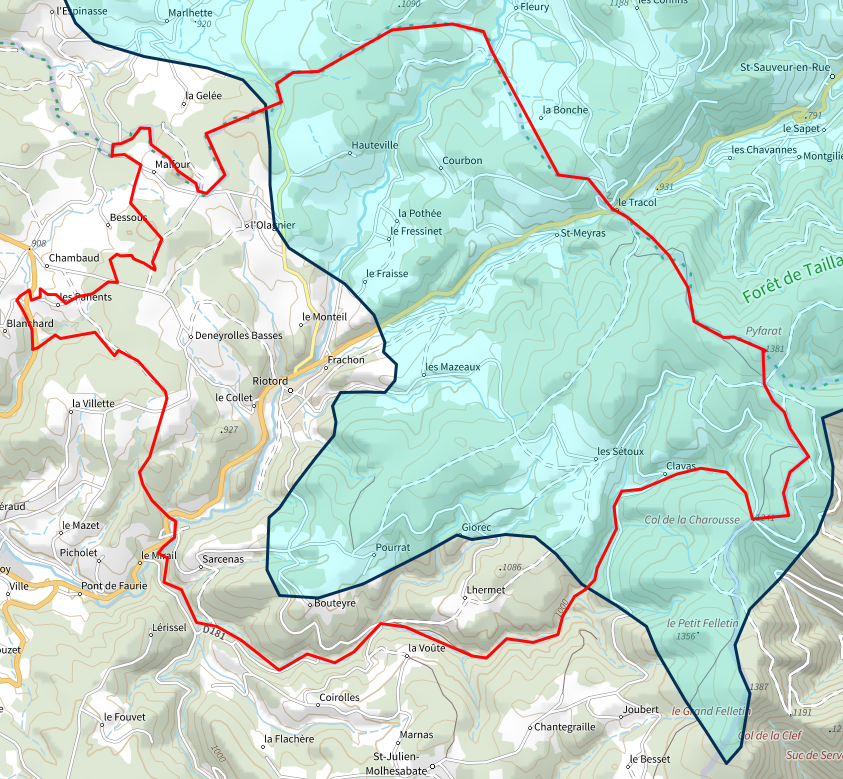
La paroisse de Riotord à cheval sur la limite Forez/Velay.
Les limites de la commune de Riotord, en rouge, correspondent aux limites de la paroisse en 1790. La frontière entre les anciennes provinces du Forez (en vert) et du Velay (sans couleur) divisent la commune en deux parties comparables par leur surface. La population vellave était plus nombreuse.
D'après le plan IGN et la carte de Cassini sur Géoportail

### Appartenance territoriale
Tout comme Saint-Sauveur-en-Rue, Riotord était une étape avant la franchissement du Tracol, une voie de passage importante depuis l'Antiquité entre la vallée du Rhône et le bassin du Puy. Au Tracol même, et sur la paroisse de Riotord, l'Hôpital Saint-Maximin abritait les voyageurs du Moyen Âge. L'évêque du Puy avait installé à proximité ses fourches patibulaires, signifiant ainsi qu'on entrait dans sa juridiction. En effet, durant tout l'Ancien Régime la paroisse de Riotord dépendait du diocèse du Puy-en-Velay. Par contre, son territoire était partagé entre les provinces du Forez ( à l'est) et du Velay( à l'ouest).
Concernant la partie vellave, plusieurs textes entre 1260 et 1402 nous apprennent que les seigneurs de Saint-Didier possédaient un château à Riotord. Cette seigneurie comprenait la plus grande partie de l’actuel canton de Saint-Didier, presque toute la paroisse de Monistrol et une partie de celles de Dunières et de Riotord. Les seigneurs de Saint-Didier se reconnaissaient vassaux de l’évêque du Puy, comte du Velay sauf pour certaines de leurs possessions, dont le château de Riotord, qu’ils avouent tenir en fief du comte de Forez.
Cette situation administrative tourne à l'imbroglio en 1790 lors de la création des départements : l'assemblée a décidé de fonder les communes sur la base des anciennes paroisses, et prévu que les paroisses du Forez deviendront communes du département de Rhône-et-Loire, alors que celles du Velay rejoindront la Haute-Loire. C'était ignorer que les limites des paroisses ne correspondaient pas à celles des provinces. La paroisse de Riotord s'étendant à cheval de chaque côté de la limite Forez/Velay, chacun des deux départements a inscrit Riotord dans la liste de « ses » communes et il s'est ensuivi pas mal de difficultés, notamment pour la perception des impôts et des recettes des ventes des biens nationaux. Le maire de Riotord (M. Ploton) a été emprisonné quelques mois par les autorités de Saint-Étienne pour avoir respecté les ordres venus de Monfaucon. Le 2 juin 1792, l'Assemblée nationale constituante rattachait définitivement la totalité de la commune au département de la Haute-Loire.

### Événements historiques
Lors de sa visite épiscopale à Riotord et Clavas en octobre 1626, l’évêque du Puy et Comte de Velay, Monseigneur Just de Serres dresse un inventaire de la situation de l’Église à la sortie des guerres de Religion (1562-1598) qui avaient dévasté notre région : Riotord et Clavas situés à la limite des provinces tenues au sud par les protestants eurent à subir plusieurs incursions des troupes huguenotes. Le procès-verbal de la visite à l'abbaye de Clavas nous apprend que « la dicte église avait été cy devant profanée par meurtres en icelle commis et par la ruine et démolition intervenue durant ces troubles et remuements suscités par les Calvinistes en ce royaume… Le cloître n'était plus que cendre et leur église que masure. » À Riotord la situation n'est guère plus brillante : église délabrée, autels profanés, objets du culte disparus (le Saint Sacrement « reposait dans un ciboire de plomb fort vil et de petite valeur dans lequel n'y avait que trois osties »). Même les prêtres semblent avoir perdu foi en leur mission : le curé, Antoine Colombet, est absent et Monseigneur Just de Serres doit adopter une ordonnance interdisant aux ecclésiastiques de Riotord, sous peine d'excommunication, de continuer à fréquenter les cabarets.
En 1759, Pauze estime le nombre de paroissiens à 1000, et compte 67 maisons dans le bourg central.
Le 2 août 1944, le bombardier B-24 H Liberator "Patsy Jack" N42-64445 s'est écrasé à proximité du village des Setoux, sur la commune. Chargé d'une mission de bombardement au Pontet, dans le Vaucluse, l'avion est atteint par la flak. Après avoir rempli sa mission, il tente de se réfugier dans le Massif central. À proximité des Setoux, l'équipage évacue l'appareil en feu, le lieutenant George Cappleman, pilote, reste aux commandes de l'appareil en perdition, le temps de trouver un système d'amarrage des commandes de vol, afin que son appareil ne s'écrase sur les hameaux qui sont sur sa route. L'équipage est indemne, à l'exception du sergent Dandrew, décédé, son parachute s'étant mis en torche.

## Politique et administration

### Découpage territorial
La commune de Riotord est membre de la communauté de communes du Pays de Montfaucon, un établissement public de coopération intercommunale (EPCI) à fiscalité propre créé le 23 décembre 1996 dont le siège est à Montfaucon-en-Velay. Ce dernier est par ailleurs membre d'autres groupements intercommunaux.
Sur le plan administratif, elle est rattachée à l'arrondissement d'Yssingeaux, au département de la Haute-Loire, en tant que circonscription administrative de l'État, et à la région Auvergne-Rhône-Alpes.
Sur le plan électoral, elle dépend du canton des Boutières pour l'élection des conseillers départementaux, depuis le redécoupage cantonal de 2014 entré en vigueur en 2015, et de la première circonscription de la Haute-Loire   pour les élections législatives, depuis le redécoupage électoral de 1986.

### Élections municipales et communautaires

#### Élections de 2020
| Tête de liste | Suffrages | Pourcentage | CM | CC |
| ------------- | --------- | ----------- | -- | -- |
| Guy Peyrard   | 399       | 60,91 %     | 12 | 2  |
| Hubert Celle  | 256       | 39,08 %     | 3  | 1  |

Le conseil municipal de Riotord, commune de plus de 1 000 habitants, est élu au scrutin proportionnel de liste à deux tours (sans aucune modification possible de la liste), pour un mandat de six ans renouvelable. Compte tenu de la population communale, le nombre de sièges à pourvoir lors des élections municipales de 2020 est de 15. Les quinze conseillers municipaux sont élus au premier tour avec un taux de participation de 70,58 %, se répartissant en douze issus de la liste conduite par Guy Peyrard et trois issus de celle de Hubert Celle.
Guy Peyrard, maire sortant, est réélu pour un nouveau mandat le 26 mai 2020.
Les trois sièges attribués à la commune au sein du conseil communautaire de la communauté de communes du Pays de Montfaucon se répartissent en : liste de Guy Peyrard (2) et liste de Hubert Celle (1).

#### Liste des maires
En octobre 2008, Guy Peyrard a succédé à Jean Paul Patouillard à la mairie de Riotord.
| Période                                  | Période                    | Identité              | Étiquette | Qualité |
| ---------------------------------------- | -------------------------- | --------------------- | --------- | ------- |
| Les données manquantes sont à compléter. |                            |                       |           |         |
| 1823                                     | 1831                       | Jean Arnaud           |           |         |
| 1971                                     | 1983                       | Hippolyte Bernon      |           |         |
| 1983                                     | 1989                       | Pierre Paulet         |           |         |
| 1989                                     | 1995                       | Hippolyte Bernon      |           |         |
| 1995                                     | 2001                       | Henri Dumond          |           |         |
| 2001                                     | mars 2008                  | Jean-Paul Raynaud     |           |         |
| mars 2008                                | octobre 2008               | Jean-Paul Patouillard |           |         |
| octobre 2008                             | En cours (au 28 août 2014) | Guy Peyrard           | DVD       |         |

### Autres élections
Lors des élections départementales en 2021, Olivier Cigolotti (UDI) et Brigitte Renaud, obtiennent au premier tour 100 % des voix à Riotord. Le taux de participation est de 42,63 %.
Lors des élections régionales en 2021, la liste conduite par Laurent Wauquiez (LR) obtient au second tour 84,81 % des voix à Riotord, celle conduite par Fabienne Grebert (EELV), 10,03 % et la liste conduite par Andréa Kotarac (RN), 5,16 %. Le taux de participation est de 38,64 %.

## Population et société

### Démographie

#### Évolution démographique
L'évolution du nombre d'habitants est connue à travers les recensements de la population effectués dans la commune depuis 1793. Pour les communes de moins de 10 000 habitants, une enquête de recensement portant sur toute la population est réalisée tous les cinq ans, les populations de référence des années intermédiaires étant quant à elles estimées par interpolation ou extrapolation. Pour la commune, le premier recensement exhaustif entrant dans le cadre du nouveau dispositif a été réalisé en 2005.

En 2022, la commune comptait 1 185 habitants, en évolution de +0,94 % par rapport à 2016 (Haute-Loire : +0,36 %, France hors Mayotte : +2,11 %).
| 1793  | 1800  | 1806  | 1821  | 1831  | 1836  | 1841  | 1846  | 1851  |
| ----- | ----- | ----- | ----- | ----- | ----- | ----- | ----- | ----- |
| 2 311 | 2 196 | 2 316 | 2 650 | 2 966 | 2 782 | 2 705 | 2 737 | 2 706 |

| 1856  | 1861  | 1866  | 1872  | 1876  | 1881  | 1886  | 1891  | 1896  |
| ----- | ----- | ----- | ----- | ----- | ----- | ----- | ----- | ----- |
| 2 728 | 3 046 | 3 130 | 2 880 | 2 697 | 3 156 | 2 815 | 2 880 | 2 992 |

| 1901  | 1906  | 1911  | 1921  | 1926  | 1931  | 1936  | 1946  | 1954  |
| ----- | ----- | ----- | ----- | ----- | ----- | ----- | ----- | ----- |
| 2 835 | 2 833 | 2 730 | 2 408 | 2 324 | 2 234 | 2 104 | 1 801 | 1 805 |

| 1962  | 1968  | 1975  | 1982  | 1990  | 1999  | 2005  | 2006  | 2010  |
| ----- | ----- | ----- | ----- | ----- | ----- | ----- | ----- | ----- |
| 1 640 | 1 513 | 1 404 | 1 330 | 1 228 | 1 155 | 1 179 | 1 154 | 1 197 |

| 2015  | 2020  | 2022  | - | - | - | - | - | - |
| ----- | ----- | ----- | - | - | - | - | - | - |
| 1 179 | 1 182 | 1 185 | - | - | - | - | - | - |

#### Pyramide des âges
La population de la commune est relativement âgée.
En 2018, le taux de personnes d'un âge inférieur à 30 ans s'élève à 28,8 %, soit en dessous de la moyenne départementale (31 %). À l'inverse, le taux de personnes d'âge supérieur à 60 ans est de 35,4 % la même année, alors qu'il est de 31,1 % au niveau départemental.
En 2018, la commune comptait 594 hommes pour 583 femmes, soit un taux de 50,47 % d'hommes, légèrement supérieur au taux départemental (49,13 %).
Les pyramides des âges de la commune et du département s'établissent comme suit.
| Hommes | Classe d’âge | Femmes |
| ------ | ------------ | ------ |
| 1,4    | 90 ou +      | 2,9    |
| 8,4    | 75-89 ans    | 14,9   |
| 22,6   | 60-74 ans    | 20,5   |
| 21,6   | 45-59 ans    | 19,8   |
| 16,6   | 30-44 ans    | 13,7   |
| 15,6   | 15-29 ans    | 14,2   |
| 13,9   | 0-14 ans     | 14,0   |

| Hommes | Classe d’âge | Femmes |
| ------ | ------------ | ------ |
| 0,9    | 90 ou +      | 2,5    |
| 8,4    | 75-89 ans    | 11,7   |
| 20,4   | 60-74 ans    | 20,5   |
| 21,3   | 45-59 ans    | 20,3   |
| 16,8   | 30-44 ans    | 16,3   |
| 15,2   | 15-29 ans    | 13,2   |
| 17     | 0-14 ans     | 15,6   |

## Économie

### Revenus
En 2018, la commune compte 496 ménages fiscaux, regroupant 1 107 personnes. La médiane du revenu disponible par unité de consommation est de 20 850 € (20 800 € dans le département).

### Emploi
| Division       | 2008  | 2013  | 2018  |
| -------------- | ----- | ----- | ----- |
| Commune        | 3,6 % | 6,1 % | 6,4 % |
| Département    | 6,3 % | 7,7 % | 7,7 % |
| France entière | 8,3 % | 10 %  | 10 %  |

En 2018, la population âgée de 15 à 64 ans s'élève à 688 personnes, parmi lesquelles on compte 77,9 % d'actifs (71,5 % ayant un emploi et 6,4 % de chômeurs) et 22,1 % d'inactifs,. Depuis 2008, le taux de chômage communal (au sens du recensement) des 15-64 ans est inférieur à celui de la France et du département.
La commune est hors attraction des villes,. Elle compte 374 emplois en 2018, contre 405 en 2013 et 394 en 2008. Le nombre d'actifs ayant un emploi résidant dans la commune est de 495, soit un indicateur de concentration d'emploi de 75,4 % et un taux d'activité parmi les 15 ans ou plus de 53,3 %.
Sur ces 495 actifs de 15 ans ou plus ayant un emploi, 190 travaillent dans la commune, soit 38 % des habitants. Pour se rendre au travail, 86,7 % des habitants utilisent un véhicule personnel ou de fonction à quatre roues, 0,6 % les transports en commun, 7 % s'y rendent en deux-roues, à vélo ou à pied et 5,6 % n'ont pas besoin de transport (travail au domicile).

### Activités hors agriculture
86 établissements sont implantés  à Riotord au 31 décembre 2019. Le tableau ci-dessous en détaille le nombre par secteur d'activité et compare les ratios avec ceux du département,.
| Secteur d'activité                                                                                        | Commune | Commune | Département |
| Secteur d'activité                                                                                        | Nombre  | %       | %           |
| --- | ------- | ------- | ----------- |
| Ensemble                                                                                                  | 86      | 100 %   | (100 %)     |
| Industrie manufacturière, industries extractives et autres                                                | 17      | 19,8 %  | (14,2 %)    |
| Construction                                                                                              | 17      | 19,8 %  | (13,9 %)    |
| Commerce de gros et de détail, transports, hébergement et restauration                                    | 21      | 24,4 %  | (28,8 %)    |
| Information et communication                                                                              | 3       | 3,5 %   | (1,9 %)     |
| Activités financières et d'assurance                                                                      | 2       | 2,3 %   | (4,4 %)     |
| Activités immobilières                                                                                    | 4       | 4,7 %   | (3,9 %)     |
| Activités spécialisées, scientifiques et techniques et activités de services administratifs et de soutien | 6       | 7 %     | (11,6 %)    |
| Administration publique, enseignement, santé humaine et action sociale                                    | 10      | 11,6 %  | (13,3 %)    |
| Autres activités de services                                                                              | 6       | 7 %     | (8 %)       |

Le secteur du commerce de gros et de détail, des transports, de l'hébergement et de la restauration est prépondérant sur la commune puisqu'il représente 24,4 % du nombre total d'établissements de la commune (21 sur les 86 entreprises implantées  à Riotord), contre 28,8 % au niveau départemental.
Les quatre entreprises ayant leur siège social sur le territoire communal qui génèrent le plus de chiffre d'affaires en 2020 sont : 
- Assistance Pharmaceutique, commerce de détail d'articles médicaux et orthopédiques en magasin spécialisé (3 914 k€)
- Entrepri Gener Bat Trav Publ Guy Peyrard, travaux de maçonnerie générale et gros œuvre de bâtiment (2 949 k€)
- Charra Maconnerie, travaux de maçonnerie générale et gros œuvre de bâtiment (2 256 k€)
- Marcon Bernard SARL, fabrication d'autres machines-outils (1 265 k€)

### Agriculture
La commune fait partie de la petite région agricole dénommée « Monts du Forez ». En 2010, l'orientation technico-économique de l'agriculture  sur la commune est la production de bovins, orientation lait.
|                                   | 1988  | 2000 | 2010 |
| --------------------------------- | ----- | ---- | ---- |
| Exploitations                     | 91    | 62   | 42   |
| Superficie agricole utilisée (ha) | 1 649 | 1357 | 1171 |

Le nombre d'exploitations agricoles en activité et ayant leur siège dans la commune est passé de 53 en 1988 à 62 en 2000 puis à 42 en 2010, soit une baisse de 46 % en 22 ans. Le même mouvement est observé à l'échelle du département qui a perdu pendant cette période 43 % de ses exploitations. La surface agricole utilisée sur la commune a également diminué, passant de 1 649 ha en 1988 à 1 171 ha en 2010. Parallèlement la surface agricole utilisée moyenne par exploitation a augmenté, passant de 18 à 28 ha.

## Culture locale et patrimoine

### Lieux et monuments
- Patrimoine religieux[45] :Place de l'église.

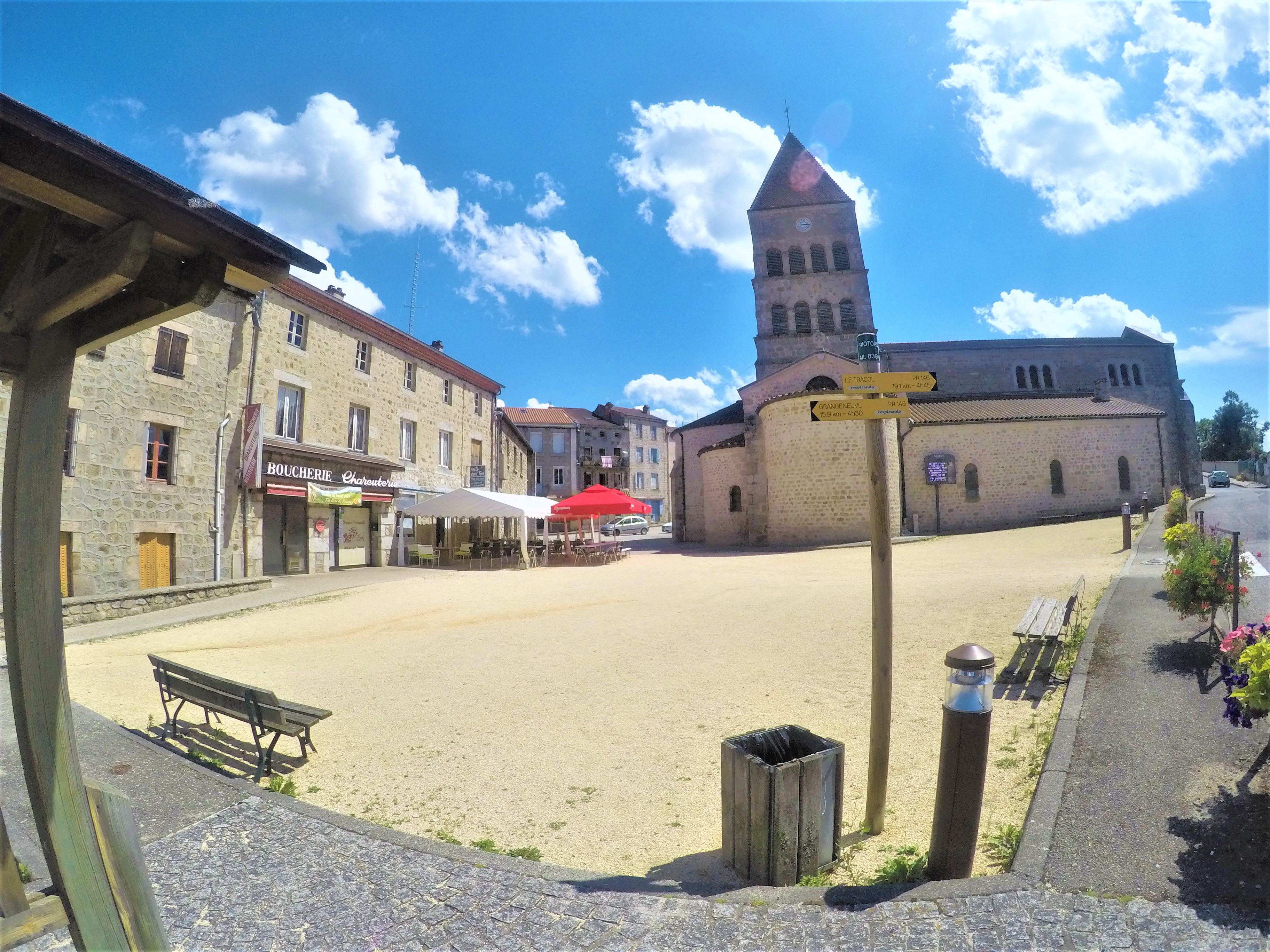
Place de l'église.

  - Église Saint-Jean-Baptiste (XIIIe siècle), inscrite partiellement au titre des monuments historiques par arrêté du 9 janvier 1926[46].
  - Église du hameau des Setoux (XXe siècle),
  - Réplique de la grotte de Notre-Dame de Lourdes (XIXe siècle), Réplique de la grotte de Notre-Dame de Lourdes - Photo de Quentin Soutrenon.

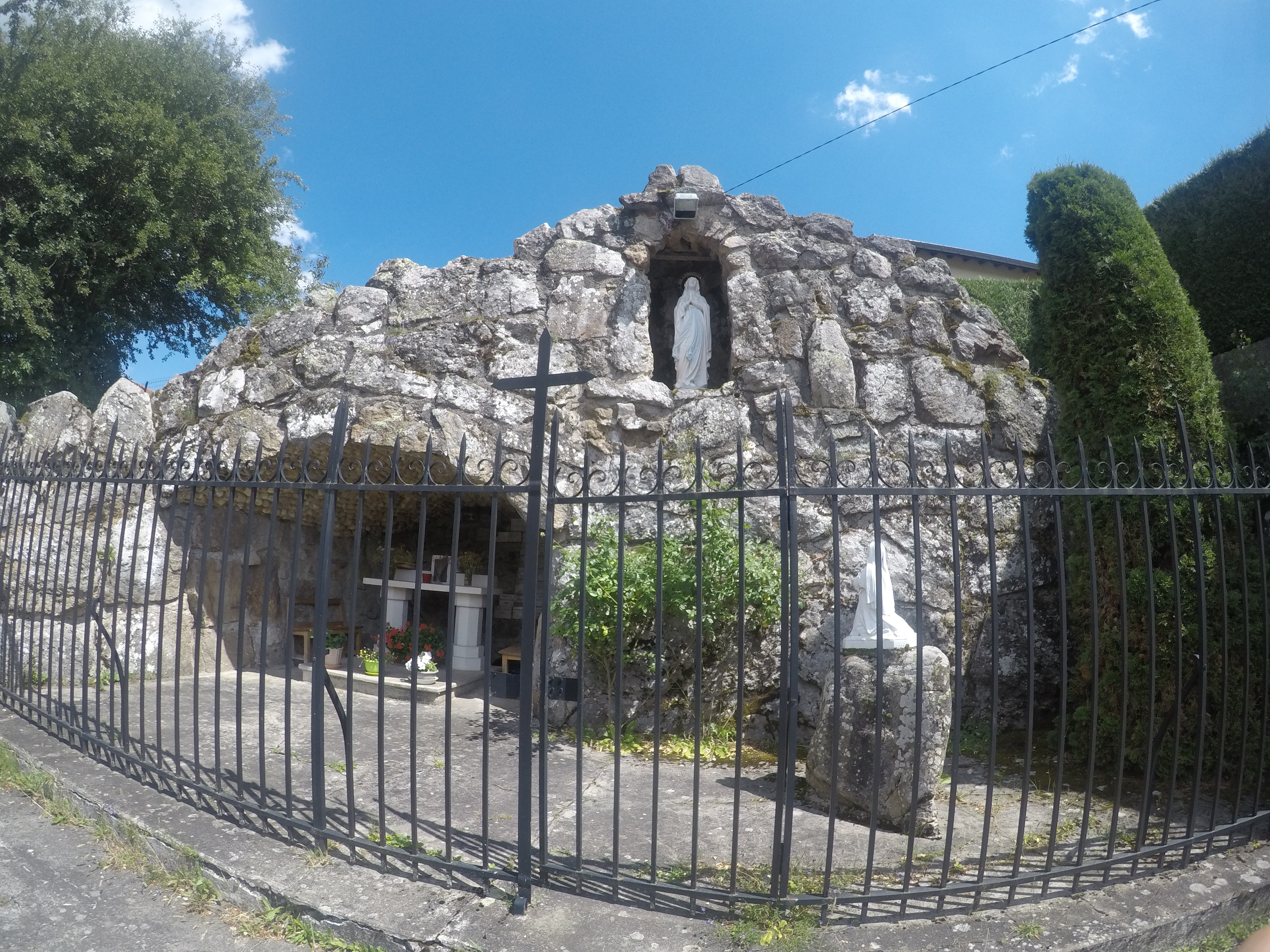
Réplique de la grotte de Notre-Dame de Lourdes - Photo de Quentin Soutrenon.

  - Maison de « béate » au hameau des Mazeaux,
  - Ancienne chapelle du hameau de Saint-Meyras (XIXe siècle),
  - Chapelle de Clavas, ancienne abbatiale de l'abbaye de Clavas (XVIIe siècle),
- Vestiges importants de la ligne de chemin de fer entre Firminy, Bourg-Argental, Annonay et Saint-Rambert-d'Albon, aujourd'hui devenue « Via Fluvia ».
- Le tunnel de Tracol, d'une longueur de 2 400 mètres sur l'ancienne ligne ferroviaire mentionnée ci-dessus, relie les communes de Saint-Sauveur-en-Rue et Riotord. Il présente la particularité rare de traverser la ligne de partage entre les bassins versants de l'Atlantique et de la Méditerranée[47].

- Arboretum de l'Hermet.

### Loisirs
- foot (a.s.r)
- pétanque
- tennis
- randonnée
- pêche
- parc

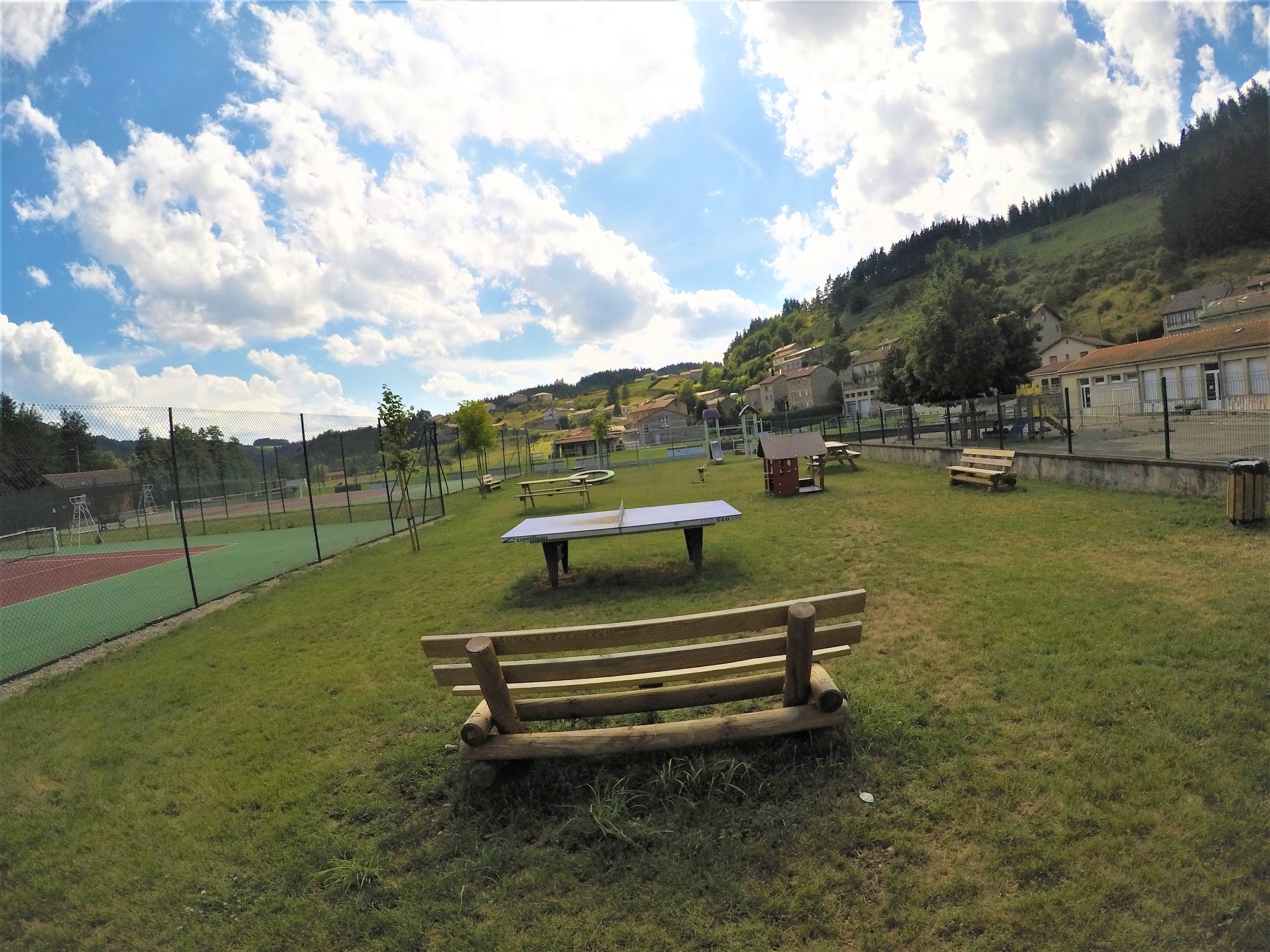
Parc de Riotord.
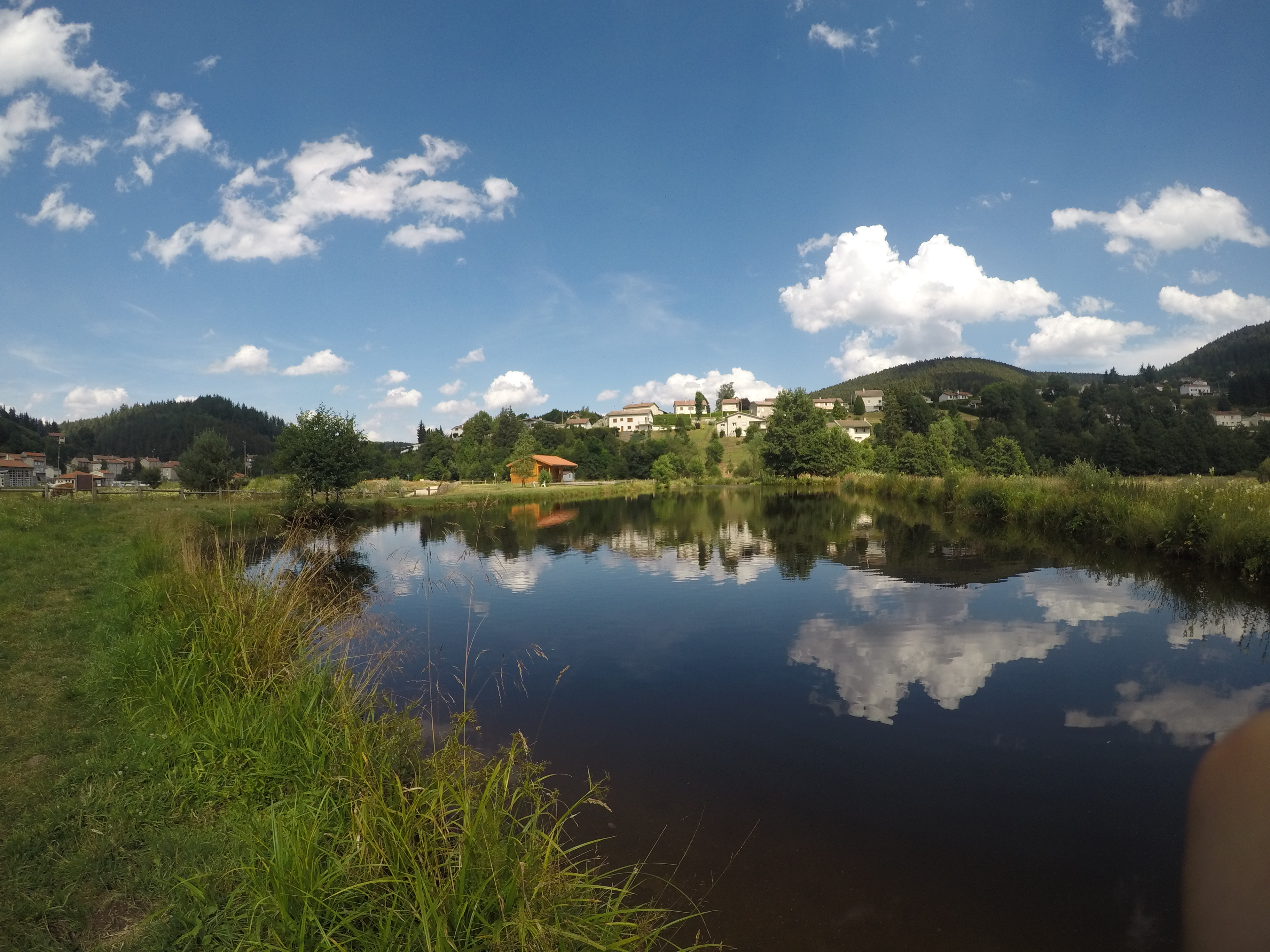
Étang de pêche de Riotord.
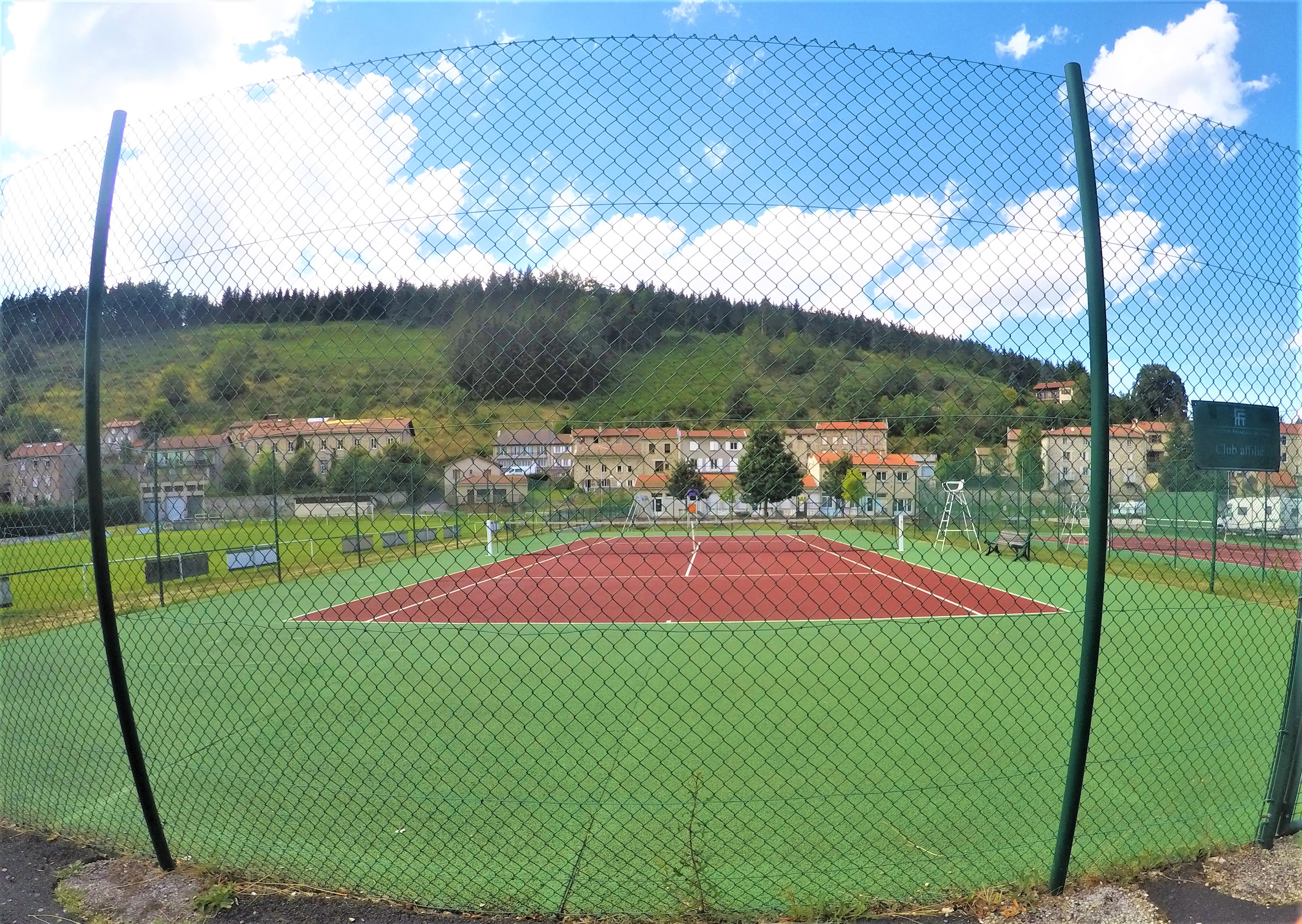
Tennis de Riotord.
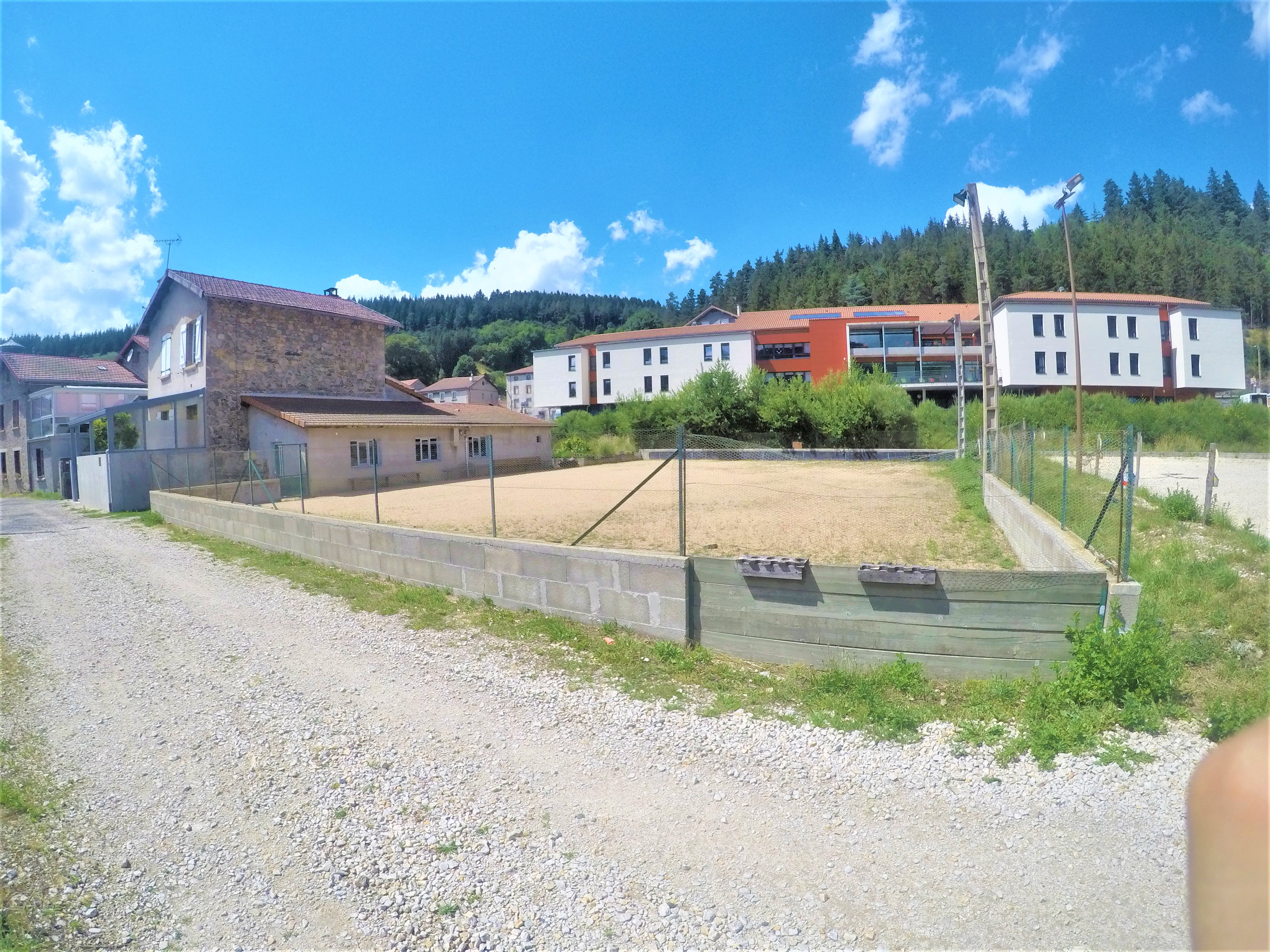
Terrain de boule.

### Autres lieux publics
Sur la commune de Riotord se trouvent des lieux pour l'éducation (écoles), la jeunesse (centre de loisirs), le sport (voir dans les loisirs), la lecture (bibliothèque) et les arts (salle polyvalente). S'ajoutent : la poste, la maison de santé et la maison de retraite.

### Personnalité lié à la commune
- Jean-Baptiste Bardel (1891-1959), curé de Clavas. Son journal (1931-1959) a été publié en 7 volumes par Georgy Faure.